# Palliduphantes ceretanus
Palliduphantes ceretanus är en spindelart som först beskrevs av Denis 1962.  Palliduphantes ceretanus ingår i släktet Palliduphantes och familjen täckvävarspindlar.
Artens utbredningsområde är Frankrike. Inga underarter finns listade i Catalogue of Life.